# 樊尚·路易斯
樊尚·路易斯（法語：Vincent Luis，1989年6月27日—），法国男子铁人三项运动员，2018年超级联赛金牌得主、2019年超级联赛金牌得主、2020年夏季奥林匹克运动会混合接力铜牌得主。